# Enrique Muñoz Arístegui
Enrique Muñoz Arístegui (1856 - 23 de abril de 1936) fue un industrial y político mexicano, nacido y fallecido en Mérida, Yucatán. Tres veces gobernador del estado de Yucatán: en 1906, sustituyendo en ausencia temporal a Olegario Molina Solís; más tarde, entre el 21 de marzo de 1907 y el 10 de julio de 1909, otra vez como interino, cuando el propio Olegario Molina fue nombrado por el presidente Porfirio Díaz secretario de Fomento, Colonización e Industria. Finalmente, Muñoz Arístegui fue gobernador constitucional de Yucatán del 1 de febrero de 1910 al 11 de marzo de 1911, tras unas elecciones fraudulentas en las que contendió contra Delio Moreno Cantón, del Centro Electoral Independiente y José María Pino Suárez, del Partido Antirreeleccionista, cuyos resultados a favor de Muñoz Arístegui fueron determinados por  Porfirio Díaz, dictador de México.

## Datos biográficos
Huérfano muy joven, aprendió temprano el oficio de zapatero, volviéndose más tarde, gracias a su esfuerzo personal, industrial y comerciante de ese ramo. Fue regidor del ayuntamiento de Mérida durante el gobierno de Daniel Traconis en 1891 y en el gobierno de Carlos Peón Machado, en 1896. En 1906 colaboró en el gobierno de Olegario Molina Solís recibiendo el nombramiento de jefe político de la ciudad de Mérida. Ese mismo año asumió la gubernatura de Yucatán de forma interina, cubriendo una de las ausencias del gobernador Olegario Molina.
Más tarde, cuando Molina Solís dejó de manera definitiva el gobierno yucateco para acudir al llamado del presidente Porfirio Díaz que lo había nombrado miembro de su gabinete como secretario de Fomento, Colonización e Industria, Muñoz Arístegui quedó encabezando el gobierno del estado en el mandato que debía terminar en febrero de 1910. 
En el proceso electoral de 1909 contendió con José María Pino Suárez y con Delio Moreno Cantón, ambos adversarios de Olegario Molina y de la casta divina, grupo oligárquico que este último encabezaba. En elecciones que fueron calificadas de fraudulentas, por decisión de Porfirio Díaz, Enrique Muñoz fue ungido gobernador de Yucatán para el cuatrienio 1910 - 1914. Pero se vendría encima el proceso revolucionario en Yucatán y en todo México.
Reprimió, exilió y encarceló a muchos de sus adversarios políticos. Cuando la oposición se movilizó como reacción a la represión del gobierno y en contra de los intereses oligárquicos del molinismo y se gestó la rebelión de Valladolid (Plan de Dzelkoop), Muñoz Arísteguí reaccionó aún más violentamente en contra de los rebeldes. Al generalizarse las acciones de rebeldía en varios sectores de la población y en la mayor parte del estado, el presidente Porfirio Díaz decidió enviar a un general con experiencia en asuntos de guerra para asegurar el control de la situación. En esas circunstancias el gobernador Enrique Muñoz Arístegui fue relevado del poder público, el 11 de marzo de 1911, por el general Luis del Carmen Curiel. Inmediatamente se fue a radicar a la Ciudad de México de donde retornó una vez generalizado el proceso revolucionario mexicano.
Según el informe que presentó de su gobierno el 1 de enero de 1911, Muñoz Arístegui dio cuenta de la conclusión del adoquinado, embanquetado y desagüe de la ciudad de Mérida, de la creación del Instituto Antirrábico, y de la instalación de escuelas en varias cabeceras municipales como Maxcanú, Halachó y Motul. Promulgó una ley que gravaba la exportación de matas (vástagos) de henequén a fin de proteger la industria henequenera de Yucatán de la competencia internacional. También promulgó la Ley del notariado. Construyó el edificio del mercado central de la ciudad de Mérida llamado Lucas de Gálvez y el Parque del Centenario, entre otras obras materiales.
Murió en la Ciudad de Mérida en 1936 a los 80 años de edad, alejado de toda actividad política.